# Pałac Joński w Szczecinie
Pałac Joński – szczeciński pałac usytuowany przy pl. Orła Białego 3, w stylu klasycystycznym. Nazwa pochodzi od charakterystycznych pilastrów w porządku jońskim.
W XVIII w miejscu obecnego pałacu stała jednopiętrowa kamienica, stanowiąca własność nadleśniczego Bocka. Na początku XIX stulecia, kamienicę podwyższono o jedną kondygnację, jednocześnie nadając fasadzie formy klasycystyczne. W wieku XIX pałac stał się siedzibą Banku Królewskiego, potem Banku Cesarskiego, a po I wojnie światowej Deutsche Banku. W 1924 r. budynek powiększono, dobudowując od podwórza przeszkloną halę według projektu szczecińskiego architekta Friedricha Liebergesella. W czasach powojennych pałac nadal służył bankom - swoją siedzibę miały tutaj oddziały PKO BP i PBKS SA. Od przełomu lat 1999/2000 pałac był siedzibą oddziału Pekao SA. W grudniu 2021 roku budynek przekazany został Akademii Sztuki.